# تامدولت
تامدّولت هي مدينة تاريخية إختفت آثارها، ويقع ما تبقى منها على ضفاف وادي درعة حوالي 13 كلم جنوب شرق مدينة أقا بإقليم طاطا، تأسست في القرن التاسع الميلادي على يد الأدارسة، وقد كانت هذه المدينة محطة للربط التجاري بين المغرب وإفريقيا، ونقطة عبور شديدة الأهمية في محور طرق القوافل المتوجهة أو الآتية من السودان، إضافة إلى الدور الكبير الذي لعبته في تصنيع المواد المعدنية المستخرجة من المناجم المحيطة بها، إلا أن هذه المدينة ستندثر بعدما عمها خراب خلال النصف الأول من القرن الرابع عشر الميلادي، بعد أن دمرها المرينيون إذا كانت المرويات حول خراب تامدولت تتداخل فيها الأسطورة بالواقع، وتختلط الخرافة بالحقيقة.

## تاريخ

### التأسيس
تأسست تامدولت من طرف عبد الله بن دريس، وكانت محطة للربط التجاري بين المغرب وإفريقيا، ومنطلق النشاط التجاري، لوقوعها في خط تجاري فاصل بين سجلماسة واداغوست، الآتية من سوس، والتجارة العابرة للصحراء إلى إفريقيا، فهي محور مرور للقوافل التجارية المتجهة إلى بلاد السودان، وكانت تتميز كذلك بنشاطها الفلاحي، لوجود سهل خصب ما زال يستغل حاليا، إضافة إلى نشاط معدني واستخراج المعادن، ولم يتوقف هذا النشاط بالمنطقة حتى بعد خرابها، بل استمر بنفس الطريقة التقليدية في الإستغلال، مع ساكنة تزونين إلى عهد قريب في جبال العدانة، فهي أهم مركز منجمي لوجود الزنك، والنحاس، والفضة، والرصاص الفضي المعروف “بالكحل” يطلق عليه محليا “تازولت”، ويؤكد ذلك الترسبات المعدنية بالمنطقة، ووجود بقع سوداء أو ما يسمى “بالأشكورية” أو خبث المعادن، وهي بقايا شوائب المعدن المذاب، ويؤكد هذا التواجد المعدني  مجموعة من المصادر التاريخية، مثل البكري في “المسالك والممالك” فهي تصدر المعادن إلى المدن المغربية وخارجها، فالمعادن تُحمل من جبال تامدولت إلى المدينة لصهرها، وبواسطتها عاش سكانها حياة الترف والغنى، لذلك يؤكد أحد الباحثين أن تامدولت تعد مركزا معدنيا أكثر مما هي محطة للقوافل التجارية، كما سيلاحظ زائر المكان انتشار قطع الفخار الملون وغير الملون، مما يدل على وجود نشاط حرفي ووجود أفران، وكان وراء النشاط التجاري والمعدني شهرة مدينة تامدولت منذ القرن 9 إلى القرن الحادي عشر الميلادي، وقد أشار الرحالة الجغرافيين المسلمين الذين زاروا المنطقة أو يحتمل زاروا تامدولت في العصر الوسيط، إلى النشاط المنجمي، أمثال البكري واليعقوبي والحسن الوزان.
لم يعد في تامدولت اليوم سوى بقايا أطلال، وبعض  بقايا أسوار سميكة العرض، وقُبة في داخلها قبر يقارب طوله 6 أمتار إلى حدود سنة 2006، قبل أن يتعرض لنبش مجهول، ينسب هذا القبر إلى الولي الصالح “محمد بن عبد الله” وهناك من ينسبه لـ “صمويل شنويل” أحد أنبياء اليهود، وهذه الازدواجية في الاسم، تطرح أسئلة تزيد من تعقد مهمة البحث التاريخي.
تعاملت المصادر والكتابات التاريخية بشح كبير مع مدينة تامدولت الشيء الذي لا يتناسب مع مكانتها المزدهرة، وأهم المصادر التاريخية التي تحدث عنها نجد البكري في كتابه “المسالك والممالك
| تامدولت | تامدولت، أسسها عبد الله بن إدريس وهي سهلية عليها سور وطوب وحجر، وبها حمامان وسوق عامرة، ولها أربعة أبواب، وهي على نهر عنصره من جبل على عشرة أميال منها، وبينهما بساتين وعلى هذا النهر أرجاء كثيرة، وأرضها أكرم أرض وأكثرها ريعا، تعطي الحبة مائة، بها معدن فضة غزير كثير المادة، ويَشْرف على تامدولت مدينة درعة، بينهما مسيرة ستة مراحل كلها مياه، ومنها إلى مرغاد مرحلة، ومنها إلى سجلماسة ستة أميال | تامدولت |

أما المختار السوسي في كتابه خلال جزولة، فالمدينة اندثرت في عهده، وذكر ما قالته المصادر التاريخة حولها، وبين ما شاهده بتحرياته، وقرّب المدينة بوصفها متوسطة التعمير، وعرفت ازدهارا تجاريا مهما، ونقل ما قاله البكري بكون المدينة لها أربعة أبواب، وفيها حمامان وسوق حافلة ونافقة البضائع، وبها مطاحن مائية. كما رصد كتاب: واحات باني العمق التاريخي ومؤهلات التنمية لمجموعة من الباحثين، حديثا حول مدينة تامدولت، وخُصص لها فصلا لمناجمها، وأيضا وصف إفريقيا لحسن الوزان ومعلمة المغرب ومامول كربخال، في حوض وادي درعة ملتقى حضاري وفضاء للثقافة والإبداع وغيرها.
أما جاك مونيي في كتابه: المغرب الصحراوي من الجذور إلى القرن السادس عشر Le Maroc saharien  فقد أورد مدينة تامدولت المنجمية، إلى جانب كبريات المدن المشهورة في العصر الوسيط، وتحدث عن اندثارها.

## سبب إختفاء تامدولت
تخريب تامدولت بين الأسطورة والحقيقة الأثرية، حيث يلف خراب المدينة الكثير من الغموض والحكايات وصلت حد الأساطير، ونميز هنا بين مصدرين، الأول: الرواية الشفوية خاصة ما احتفظت به القصيدة الأمازيغية والثقافة الشفوية إلى حد الآن، والثاني المصادر التاريخية، فالرواية الشفوية غالبا تتحدث عن حدث واحد رغم تناقضها، لكن تلك الرواية تحفها الأساطير، بينما السبب تعدد في المصادر التاريخية، ونتناول الموضوع على الشكل التالي: